# Koalition der Albaner des Preševo-Tals
Die Koalition der Albaner des Preševo-Tals (serbisch Коалиција Албанаца Прешевске долине Koalicija Albanaca Preševske doline, albanisch Koalicioni i Shqiptarëve të Luginës së Preshevës) ist eine Wahlgruppierung in Serbien, die die Albaner des Preševo-Tals im Süden Serbiens vertritt. Bei den Parlamentswahlen in Serbien 2008 erreichte sie einen Sitz im Parlament. Einziger Abgeordneter ist der ehemalige Bürgermeister von Preševo, Riza Halimi.